# 漢普夏縣 (西維吉尼亞州)
漢普夏縣（英語：Hampshire County）是美国西維吉尼亞州東部的一個縣，北鄰马里兰州，東鄰弗吉尼亚州，面積1,670平方公里。根據2020年美國人口普查，共有人口23,093人。縣治羅姆尼（Romney）。該縣成立於1752年2月27日，是該州最早的縣，縣名紀念英国的漢普郡。